# 스타, 여행에 빠지다
스타, 여행에 빠지다는 KBS 2TV에서 방영된 다큐멘터리 텔레비전 프로그램이며 2013년 8월 21일부터 2013년 11월 27일까지 방영되었다.

## 기획 의도
대한민국의 매력을 소개하는 다큐멘터리 텔레비전 프로그램이다.

## 방송 시간
| 방송 채널 | 방송 기간                           | 방송 시간                          |
| --------- | ----------------------------------- | ---------------------------------- |
| KBS 2TV   | 2013년 8월 21일 ~ 2013년 10월 16일  | 매주 수요일 밤 12:20 ~ 1:10 (50분) |
| KBS 2TV   | 2013년 10월 23일 ~ 2013년 11월 27일 | 매주 수요일 밤 12:50 ~ 1:40 (50분) |

## 방송 회차
| 회차 | 방송일           | 출연자   | 제목 (원제)               |
| ---- | ---------------- | -------- | ------------------------- |
| 1    | 2013년 8월 21일  | 채림     | 제주도 힐링 트래블        |
| 2    | 2013년 8월 28일  | 채림     | 제주도 힐링 트래블        |
| 3    | 2013년 9월 4일   | 정겨운   | 전남 슬로 트래블          |
| 4    | 2013년 9월 11일  | 정겨운   | 전남 슬로 트래블          |
| 5    | 2013년 9월 25일  | 장혁     | 하루에 떠나는 경기도 여행 |
| 6    | 2013년 10월 2일  | 장혁     | 하루에 떠나는 경기도 여행 |
| 7    | 2013년 10월 9일  | 초신성   | 리핏 서울여행             |
| 8    | 2013년 10월 16일 | 초신성   | 리핏 서울여행             |
| 9    | 2013년 10월 23일 | 인피니트 | 부산 소원여행             |
| 10   | 2013년 10월 30일 | 인피니트 | 부산 소원여행             |
| 11   | 2013년 11월 6일  | 송중기   | 대구 우정여행             |
| 12   | 2013년 11월 13일 | 송중기   | 대구 우정여행             |
| 13   | 2013년 11월 20일 | 윤계상   | 경북 풍류여행             |
| 14   | 2013년 11월 27일 | 윤계상   | 경북 풍류여행             |